# Velká lúka
Velká lúka (tiếng Slovakia: Velká lúka) là một địa điểm khảo cổ học quan trọng ở vùng trung tâm sông Danube. Địa điểm khảo cổ này nằm trên lãnh thổ địa chính của quận Dúbravka, Bratislava, Slovakia. Tại đây còn sót lại vết tích của một đài tưởng niệm La Mã. Đài tưởng niệm nằm ở rìa phía tây của Bratislava, trong một lưu vực có ba mặt bao bọc xung quanh là chân núi Little Carpathians.
Nghiên cứu khảo cổ học ở địa điểm này diễn ra từ năm 1982 đến năm 1993. Theo các phát hiện khảo cổ, có thể thấy được một bức tranh về kích thước và diện mạo của đài tưởng niệm này dựa trên nền móng còn sót lại. Tòa nhà có kích thước 13,2 x 11,2 m, được chia thành 6 phòng. Sau khi nghiên cứu chi tiết hơn, người ta thấy rằng tòa nhà có lẽ có niên đại từ thế kỷ thứ 3 sau Công nguyên, từ thời La Mã. Những phát hiện khảo cổ chủ yếu bao gồm gốm sứ La Mã, thủy tinh khảm nhiều màu, tiền xu La Mã, và những thứ khác.
Vào ngày 2 tháng 12 năm 1986, địa điểm khảo cổ này được ghi danh vào Danh sách Di tích Trung ương theo quyết định của Bộ Văn hóa Cộng hòa Slovakia. Bốn năm sau, theo Nghị quyết của Chủ tịch Hội đồng Quốc gia Slovakia, địa điểm này được công nhận là di tích văn hóa quốc gia. Tuy nhiên, cho đến nay, việc tái thiết và cải thiện môi trường xung quanh dường như chìm vào quên lãng.